# Plutarco
Plutarco (en griego antiguo: Πλούταρχος, Plútarjos, en latín: Plutarchus), también conocido como Plutarco de Queronea o, tras serle concedida la ciudadanía romana, como Lucio Mestrio Plutarco (Lucius Mestrius Plutarchus, en griego: Λούκιος Μέστριος Πλούταρχος) (Queronea, c. 46 o 50-Delfos, c. 120), fue un historiador, biógrafo y filósofo moralista griego.
Plutarco nació en Queronea (Beocia), durante el gobierno del emperador romano Claudio. Realizó muchos viajes por el mundo mediterráneo, incluyendo uno a Egipto y varios a Roma. Gracias a la capacidad económica de sus padres, Plutarco estudió filosofía, retórica y matemáticas en la Academia de Atenas sobre el año 67. Uno de sus maestros, citado a menudo en sus obras, fue Amonio.
Algunos de sus amigos fueron muy influyentes, como Quinto Sosio Seneción y Minicio Fundano, ambos importantes senadores y a los cuales dedicó algunos de sus últimos escritos. La mayor parte de su vida la pasó en Queronea, donde fue iniciado en los misterios del dios griego Apolo. Sin embargo, sus obligaciones como el mayor de los dos sacerdotes de Apolo en el Oráculo de Delfos (donde era el responsable de interpretar los augurios de la o las pitonisas del oráculo) ocupaban aparentemente una parte pequeña de su tiempo. Llevó una vida social y cívica muy activa, además de producir una gran cantidad de escritos, parte de los cuales aún existen.
Más moralista que filósofo e historiador, fue uno de los últimos grandes representantes del helenismo durante la segunda sofística, cuando ya tocaba a su fin, y uno de los grandes de la literatura helénica de todos los tiempos.

## Biografía

### Infancia y juventud
Plutarco nació un poco antes del año 50 en Queronea, una ciudad beocia de ilustre pasado para la historia de Grecia, pero que en esa época era solo una pequeña población. Pertenecía a una familia acomodada de la zona y conocemos el nombre de su bisabuelo, Nicarco, porque lo cita en una de sus obras lamentando los males que para la zona trajo la guerra en la época de la batalla de Accio (Antonio, 58). También aparecen como personajes de sus diálogos su abuelo, Lamprias, que presenta como un hombre culto en las Charlas de sobremesa y que debía seguir vivo avanzada su juventud, su padre Autobulo, aficionado a la caza y los caballos, además de dos hermanos: Timón y Lamprias, este último sacerdote en Lebadea. Lamprias era además aristotélico, mientras que Plutarco era platónico. Durante sus estudios en Atenas, dirigidos por Amonio, que profesaba en la Academia, este lo encaminó a las matemáticas, aunque él prefería la ética; el título de una obra perdida de Plutarco así lo parece indicar: Amonio, o de la no convivencia voluntaria con el mal. Concluidos sus estudios, volvió a Queronea, pero la ciudad requirió sus servicios para tratar asuntos administrativos con el procónsul romano en Corinto.
Sobre el año 67 inició un viaje de estudios que lo llevó a Alejandría y a Asia Menor, donde probablemente visitó Esmirna, que en aquel entonces era un importante centro filosófico del movimiento conocido como segunda sofística.
Probablemente participó en los Misterios eleusinos.

### Magistrado y embajador
Además de sus deberes como sacerdote del templo de Delfos, Plutarco fue también magistrado en Queronea y representó a su pueblo en varias misiones a países extranjeros durante sus primeros años en la vida pública. Su amigo Lucio Mestrio Floro (de quien tomó su nombre romano: Lucio Mestrio Plutarco), cónsul romano, patrocinó a Plutarco para conseguir la ciudadanía romana y, de acuerdo con el historiador del siglo VIII Jorge Sincelo, el emperador Trajano lo nombró, ya en la vejez del escritor, procurador de la provincia de Acaya. Este cargo le permitió portar las vestiduras y ornamentos propios de un cónsul.
Viajó por lo menos tres veces a Roma (se sabe al menos que una fue poco antes de la muerte de Vespasiano en 79 d. C.; una segunda vez hacia el año 88 y otra durante el reinado de Domiciano, antes del año 94). Allí hizo amistades en las altas esferas sociopolíticas, como el senador Cayo Julio Antíoco Epífanes Filopapo (nieto del último rey de Comagene), el ya mencionado senador Lucio Mestrio Floro y Quinto Sosio Seneción, este último amigo también de Plinio el Joven y dos veces cónsul bajo el imperio de Trajano. Sosio Seneción fue además huésped de Plutarco en Grecia y a él dedicó el escritor muchas de sus obras: el opúsculo Sobre los progresos de la virtud, una parte de las Vidas paralelas y los nueve libros de las Symposiaka o Charlas de sobremesa, estas últimas puestas por escrito por petición del propio Sosio Seneción. Pese a estos contactos políticos en el Imperio Romano, Plutarco decidió siempre vivir en la pequeña población de Queronea al igual que todos sus antepasados. Tal vez por eso ningún escritor griego contemporáneo lo menciona. Viajó, eso sí, ocasionalmente por Grecia: el abundante material autobiográfico contenido en las Symposiaka nos indica que estuvo otra vez en Atenas, donde lo adoptaron por ciudadano honorario; en Patras, donde era recibido a su vez por Socio Seneción; en Eleusis, en Corinto, en los baños de Edepso de Eubea, hospedado por el sofista Calístrato, y en los de las Termópilas, donde se relacionó con el académico Favorino de Arlés; la noticia de la muerte de una hija suya lo alcanzó en Tanagra, desde donde escribió una Consolación a su mujer. En su ciudad natal fue telearco y arconte epónimo, tal vez beotarca. Pero sobre todo estuvo en Delfos como sacerdote de Apolo más o menos desde el año 95 d. C. A su oráculo dedicó obras como De la sílaba «e» en el templo de Delfos, De los oráculos en verso y De la cesación de los oráculos. Como el griego le bastaba en Roma, donde la clase alta era bilingüe, no sintió la necesidad de aprender bien latín sino ya bastante viejo, cuando necesitó documentarse para sus obras históricas, «tarde ya y muy adelantado en edad», según escribió. Y no lo aprendió bien: cita pocas obras latinas, y con frecuencia no las entiende bien; entre los poetas, solo cita, y poco, a Horacio, y parece haber ignorado por completo a Virgilio y a Ovidio. 
Su esposa se llamaba Timóxena (Escrito de Consolación a su esposa, 608c), y al parecer era una mujer de costumbres impecables, respetuosa, como su esposo, con la tradición y con la religión de sus mayores. Con Timóxena tuvo Plutarco un matrimonio aparentemente feliz que dio lugar a cinco hijos: cuatro varones (Querón, Soclaro, Plutarco y Autobulo) y una niña. De los cinco, tres murieron de forma temprana. La muerte de la niña, que se llamó Timóxena igual que la madre, es la razón por la que Plutarco escribió el Escrito de Consolación a su esposa. Querón murió en la niñez, y Soclaro (Aud. poet. 1) no debió pasar de la juventud. Los otros dos, Plutarco y Autobulo, parece que llegaron a una edad madura, a juzgar por el contenido de un tratado que su padre les dedicó: Sobre la procreación del alma en el Timeo.
Su sobrino Sexto llegaría a ser preceptor del emperador Marco Aurelio. La enciclopedia Suda dice que el predecesor del emperador Adriano, Trajano, hizo a Plutarco procurador de Iliria, aunque muchos historiadores consideran esto como poco probable, ya que Iliria no era una provincia procuratorial, y Plutarco seguramente tampoco hablaba el idioma. Según la Crónica de Eusebio de Cesarea, refundida por San Jerónimo, vivía aún en el 120 d. C; Artemidoro, en su Onirocrítica, de cuarenta años después, escribe que poco antes de fallecer soñó que subía al cielo conducido por Hermes.
Escribió mucho. En el denominado «catálogo de Lamprias» (al parecer preparado por uno de sus hijos) se relacionan 227 títulos, de los cuales nos habrían llegado aproximadamente la mitad, divididos en dos grupos: uno misceláneo de contenido predominantemente moral, los Moralia, y otro biográfico, las Vidas paralelas.

## Vidas paralelas

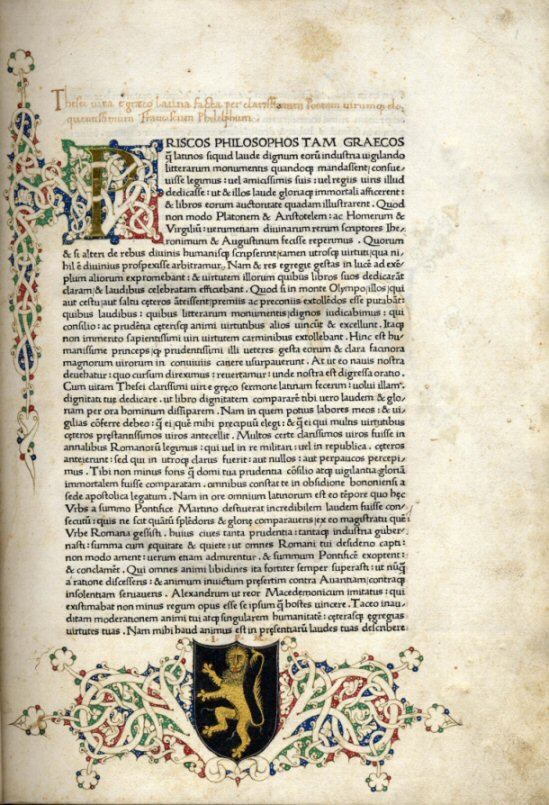
Edición de las Vidas paralelas de Plutarco de Ulrich Han, 1470.

Su trabajo más conocido son las Vidas paralelas, una serie de biografías de griegos y romanos famosos, elaborada en forma de parejas con el fin de comparar sus virtudes y defectos morales comunes. Probablemente su modelo fue el De viris illustribus del romano Cornelio Nepote. Las Vidas supervivientes contienen veintitrés pares de biografías, donde cada par comprende una vida griega y una vida romana, así como cuatro vidas desparejadas. Como él mismo explica en el primer párrafo de su Vida de Alejandro, Plutarco no pretendía tanto escribir historias como explorar la influencia del carácter (fuera bueno o malo) sobre las vidas y los destinos de los hombres famosos.
No escribimos historias, sino vidas; no es en las acciones más ruidosas donde se manifiestan la virtud o el vicio, sino que muchas veces una situación pasajera, un dicho o una niñería sirven más para declarar un carácter que batallas en que mueren millares de hombres, numerosos ejércitos y sitios de ciudades. Por tanto, de la manera como los pintores toman para retratar las semejanzas del rostro y aquella expresión de ojos en que más se manifiestan la índole y el carácter cuidándose poco de todo lo demás, así debe a nosotros concedérsenos que atendamos más a los indicios del ánimo y que por ello dibujemos la vida de cada uno dejando a otros los hechos de gran apariencia y los combates... («Vida de Alejandro», I).
Así pues, sus Vidas se desarrollan narrativamente con el propósito de explicar el ethos, el carácter humano. El héroe de Plutarco es de carne y hueso y sostiene en sí mismo el combate entre la virtud y la fortuna, o, como señala Leopold von Ranke, «el conflicto entre lo general y lo personal». Sin duda fue esto lo que atrajo a una obra como esta a genios como Montaigne, Shakespeare, Quevedo, Rousseau o Beethoven. Pero algunas de las más interesantes vidas, como, por ejemplo, la que habla sobre Heracles y Filipo II de Macedonia, ya no existen, y de muchas de las restantes no se dispone de la totalidad del texto, de forma que existen importantes lagunas, deturpaciones e interpolaciones de escritores posteriores.
Indudablemente, Plutarco es un gran narrador; domina el sentido del misterio y de lo dramático, y su gran virtud es hacernos copartícipes de su apasionada e inagotable curiosidad, viva gracias a que sin dejar de ser un erudito reduce al mínimo toda pedantería. Carles Riba escribe así que:
Ningún lector de las Vidas paralelas olvidará jamás la fuga y asesinato de Pompeyo, los pasos de César desde la última noche hasta su muerte a los pies de la estatua del magno rival, la despedida de Casio y Bruto, la vela de este antes de Filipos, el espectáculo de Antonio, vencido y herido, izado a la torre inaccesible de Cleopatra, que le aguarda para morir, el encuentro de Coriolano y su madre, la captura y muerte de Filopemen, el suicidio de Catón en un amanecer lleno de pájaros, la angustiosa huida de Cicerón, el suplicio de Agis, su abuela y su madre, y la escena, que se empareja con esta, del suicidio colectivo de Cleómenes y sus compañeros, seguido de los horrores de la venganza egipcia en sus deudos inocentes, pero también espartanamente heroicos... Alejandro domando a Bucéfalo, Arístides inscribiendo su propio nombre en la concha del rústico que quiere condenarlo, Sertorio dando una lección de concordia con el experimento de las dos colas de caballo, Agesilao montado en un bastón para divertir a sus niños, César con sus amigos en la miserable aldea alpina, donde también afirma su ambición...
Desde el punto de vista meramente histórico, las Vidas paralelas de Plutarco son una fuente importante para conocer algunos detalles sobre Esparta. Su Vida de Alejandro es una de las cinco fuentes terciarias supervivientes sobre el conquistador macedonio, e incluye anécdotas y descripciones de incidentes que no aparecen en otras fuentes; pero no está completa por una laguna al final que también ha borrado el comienzo de la de Julio César. Su retrato de Numa Pompilio, uno de los reyes romanos, también contiene información única sobre el calendario romano inicial y la vida de Pirro resulta fundamental porque ningún otro historiador transmite información sobre algunos de los eventos en que se vio envuelto. En cuanto a sus fuentes, cita a un centenar, pero probablemente utilizó resúmenes y repertorios; parece que leyó directamente a Ctesias, Dinón, Heráclides de Cime, Timágenes de Alejandría, Teófanes de Mitilene y Asinio Polión; a menudo cita de memoria, por lo que a veces se muestra inexacto o incorrecto, fuera de su escaso y tardío dominio del latín para las fuentes en esa lengua. Además, como era costumbre en los tiempos antiguos, asumió como cierta mucha información indirecta de terceros sin darse cuenta, aunque era capaz de tratar críticamente sus fuentes en especial cuando se trataba de personalidades legendarias como el héroe griego Teseo, el mítico fundador de Roma Rómulo o el legendario legislador espartano Licurgo. Y así al comienzo de la «Vida de Teseo» puntualiza:
Cuando con la redacción de las Vidas paralelas llegué al límite del tiempo accesible al relato verosímil y transitable para la historia que se atiene a los hechos, a propósito de lo más antiguo me era correcto decir: «Lo de más allá, fantástico y patético, lo habitan poetas y mitógrafos, y ya no ofrece garantía ni evidencia». («Teseo», 1, 1-3)

## Otras obras

### LosMoralia

Moralia, 1531.

Los restos supervivientes de su trabajo se recopilan bajo el título de Moralia (traducidos como Obras morales y de costumbres). El título no se lo dio el propio Plutarco, sino el monje bizantino Máximo Planudes, que recogió bajo este rótulo, en el siglo XIII, diversos trabajos dispersos del autor e incluso otros considerados hoy espurios.
Es ésta una colección ecléctica de setenta y ocho opúsculos sobre:
- ética (De virtute morali, De virtute et vitio, De laude ipsius, De garrulitate, De vitando aere alieno, De adulatore et amico, De amicorum multitudine, la fragmentaria Epístola sobre la amistad, Amatorius, Praecepta coniugalia, Consolatio ad uxorem, De fraterno amore);
- política, considerada de forma realista y contrastando superioridad intelectual de los griegos y superioridad política de los romanos (Praecepta gerendae rei publicae, Ad principem indoctum, An seni respublica gerenda sit);
- filosofía y ciencia (Platonicae quaestiones, De anima; sobre la erudición aristotélica —De facie in orbe lunae, De primo frigido—, rechazando el estoicismo extremo —De Stoicorum repugnantibus, De communibus notitiis adversus Stoicos— y el epicureísmo —Non posse suaviter vivi secundum Epicurum, De latenter vivendo—);
- teología (De E apud Delphos, De Pythiae oraculis, De defectu oraculorum, De sera numinis vindicta, De Iside et Osiride, De Daedalis Plataeensibus, conservado en fragmentos);
- zoología (Bruta animalia ratione uti, De sollertia animalium, De esu carnium I-II);
- pedagogía (Plutarco sostiene que el fundamento de la educación es la lectura y la escritura y la comprensión del mundo infantil, De audiendis poetis, De audiendo);
- crítica y erudición (Commentarii in Hesiodum, Quaestiones in Arati signis —conservadas de forma fragmentaria—, De comparatione Aristophanis et Menandri epitome, De Herodoti malignitate, De mulierum virtute, colección de anécdotas históricas, Aetia Romana, Aetia Graeca);
- de tipo declamatorio (An virtus doceri possit, De fortuna);
- sobre historia (De Alexandri Magni fortuna aut virtute, De fortuna Romanorum, De gloria Atheniensium);
- de temática miscelánea (Quaestiones conviviales, en nueve libros, la más amplia obra plutarquea, concebida como un banquete sobre los temas más diversos; Septem sapientium convivium, un imaginario convite de tradición gnómica entre los antiguos siete Sabios que discuten y enuncian sus célebres máximas).

La forma de estos opúsculos es también variable y oscila entre el diálogo, la diatriba estoico-cínica, el tratado o el discurso epidíctico, lo que llamaríamos modernamente ensayo. 
Uno de los más importantes es Sobre Isis y Osiris, pues es el principal documento extenso sobre el culto de Osiris e Isis y además es posiblemente la última obra de Plutarco, por lo que, de alguna manera, sintetiza su pensamiento. Bajo el nombre de Diálogos píticos se agrupan tres de estos opúsculos: La E de Delfos, Los oráculos de la Pitia y La desaparición de los oráculos. Fueron compuestos seguramente mientras se hallaba al servicio del templo de Apolo en Delfos y la temática de estos diálogos se relaciona con su correspondiente mundo mágico y oscuro: la evolución de las respuestas oraculares, el rito y el ornato monumental y la decadencia de las sedes oraculares. Sobre la Fortuna o las Virtudes de Alejandro el Grande es una fuente importante sobre la vida del gran conquistador. Sobre la Malicia de Heródoto podría constituir, como las oraciones sobre los hechos de Alejandro, un ejercicio retórico, criticando lo que él ve como un desvío sistemático en el trabajo de Heródoto. Hay también tratados de sesgo más filosófico como el ya citado Sobre la decadencia de los oráculos, Sobre el retraso de la divina venganza o Sobre la paz de la mente. Además, su legado incluye obras más ligeras como Odiseo y Grilo, un diálogo humorístico entre el Odiseo de Homero y uno de los cerdos encantados de Circe. 
Los Moralia fueron compuestos en primer lugar, mientras que la escritura de las Vidas ocupó la mayor parte de las dos últimas décadas de la vida de Plutarco.
Algunas ediciones de los Moralia incluyen muchos trabajos que hoy en día son reconocidos como apócrifos. Entre estos se encuentran las Vidas de los diez oradores (biografías de los diez mejores oradores de la antigua Atenas, basadas en Cecilio de Caleacte), Las doctrinas de los filósofos y Sobre la música. Se atribuyen estas obras a un «pseudo-Plutarco», y aunque las opiniones y el pensamiento registrado en estas obras no parecen pertenecer al Plutarco histórico y pueden proceder de una época posterior, son de todos modos textos de origen clásico con innegable valor histórico.

### Cuestiones
Existen un par de trabajos menores compilados en las Cuestiones, uno sobre oscuros detalles de las costumbres y el culto romano, Cuestiones romanas (Αἰτίαι Ῥωμαϊκαί), y otro sobre el mismo tema en Grecia, Cuestiones griegas (Αἰτίαι Ἑλλήνων).

## Influencia de Plutarco

### Literatura hispánica

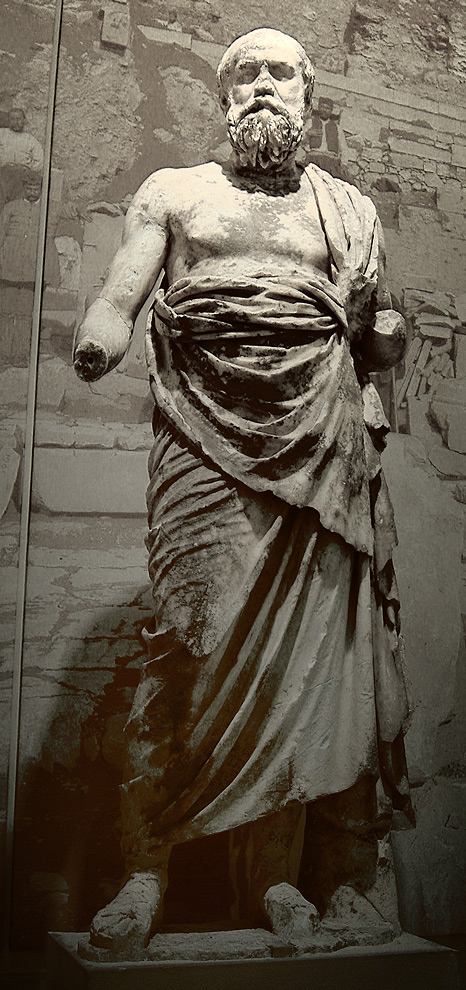
Estatua de filósofo, quizás Plutarco. Museo arqueológico de Delfos, Grecia.

La primera traducción a una lengua vernácula europea de la obra de Plutarco es la encargada por el Gran Maestre de la Orden de San Juan de Jerusalén Juan Fernández de Heredia (h. 1310-1396), que mandó traducir al idioma aragonés en 1389 la gran mayoría de las Vidas desde una versión intermedia que Demetrio Talodique hizo al griego bizantino traducida por Nicolás, obispo dominico de Drenópolis / Adrianópolis / Edirne; esta versión fue pronto vertida al italiano y circuló entre los ávidos humanistas itálicos del siglo XV. Después Alfonso de Palencia tradujo todas las Vidas paralelas en 1491 al castellano desde una versión latina, incluyendo algunas compuestas por humanistas italianos para rellenar los huecos (las de Aníbal, Escipión, Platón y Aristóteles, más la de Pomponio Ático que es del romano Cornelio Nepote y la de Evágoras que es de Isócrates). El humanista protestante español Francisco de Encinas o de Enzinas tradujo parte de ellas y las dedicó a Carlos V en 1551. Diego Gracián de Alderete tradujo las dos que faltaban a Enzinas y además los Moralia, obra esta que apareció impresa en 1533, 1548 y 1571. Ya antes fray Antonio de Guevara había traducido las obras del Queronense y otros diversos traductores (Diego de Astudillo, Pedro Simón Abril, Juan Páez de Castro, Gaspar Hernández) vertieron obras sueltas.
Quevedo hizo una traducción glosada de la «Vida de Marco Bruto» que es una de sus mejores obras y un monumento de prosa conceptista. En el siglo XIX se hizo célebre la traducción de las Vidas de Antonio Ranz Romanillos, que se ha reimpreso hasta la actualidad. Seguía el texto griego de la edición inglesa de Bryan (1729), que es excelente, pero no conocía la importante edición crítica de Reiske publicada en Leipzig (1774-1782). Ranz se ayudó además de la traducción latina de Cruserius y de la francesa de Dacier. En catalán existe una elaborada por Carles Riba (1893-1959).

### Literatura francesa
La traducción francesa de las Vidas paralelas por Jacques Amyot (1559) tuvo una importancia capital para el humanismo europeo, dando una extraordinaria popularidad al Queronense, tanto que se puede decir que sin ella Montaigne no habría podido escribir sus Essais. Ya en el siglo XVIII las volvió a traducir André Dacier, y Jean-Jacques Rousseau estudió de niño no solo las Vidas, que se aprendió de memoria, sino los Tratados morales, y sacó de ellos notas y extractos. Admiraba especialmente la descripción de las leyes y las virtudes de Esparta y ansió una reforma política que empezara por una reforma moral según los añejos valores cívicos espartanos; durante los años de la Revolución francesa, ningún autor hubo más popular que Plutarco, y se escribían tragedias inspiradas en sus héroes. El mismo Napoleón I lo tuvo como uno de sus libros preferidos desde niño.

### Literatura anglosajona
Los escritos de Plutarco tuvieron una enorme influencia sobre la literatura inglesa. Ya en fecha tan temprana como alrededor de 1535 Thomas Elyot tradujo The Education or Bringing up of Children. Shakespeare parafrasea en muchas de sus obras partes de la traducción de las Vidas paralelas que Thomas North hizo desde la famosa traducción al francés de Amyot en 1579, y Julio César, Coriolano, Antonio y Cleopatra y Timón de Atenas lo corroboran. Ralph Waldo Emerson y los trascendentalistas estuvieron muy influenciados por los Moralia (Emerson escribió una muy brillante introducción al quinto volumen en su edición del siglo XIX de los Moralia). Boswell cita los comentarios sobre la escritura de las Vidas de Plutarco en la introducción de su propia Vida de Samuel Johnson. Su lista de admiradores incluye a Ben Jonson, John Dryden, Alexander Hamilton, John Milton y sir Francis Bacon, así como figuras tan dispares como Cotton Mather y Robert Browning.

## Eponimia
- El cráter lunar Plutarch (según su grafía inglesa) lleva este nombre en su memoria.[19]
- El asteroide (6615) Plutarchos también conmemora su nombre.[20]

### Sobre Plutarco
- Birley, Anthony R. (2003). Adriano. Barcelona: Península. ISBN 84-8307-592-X.
- Plutarco (1999).  Crespo, Emilio, ed. Vidas paralelas. Alejandro-César, Pericles-Fabio Máximo, Alcibíades-Coriolano. Madrid: Cátedra. ISBN 84-376-1716-2.
- Fernández Delgado, J. A. & Pordomingo Pardo, Fca. (eds.). Estudios sobre Plutarco. Aspectos formales de la obra de Plutarco. Ediciones Clásicas. ISBN 84-7882-240-2.
- García López, J. (2000). «Plutarco».  En J. A. López Férez, ed. Historia de la literatura griega (3.ª edición). Madrid: Cátedra. pp. 1024-1038. ISBN 84-376-0770-1.
- García Valdés, M. Estudios sobre Plutarco. Ideas religiosas. Ediciones Clásicas. ISBN 84-7882-135-X.
- Morales Ortiz, A. Plutarco en España: traducciones de Moralia en el siglo XVI. Editum: Ediciones de la Universidad de Murcia. ISBN 84-8371-180-X.